# David Nykl
David Nykl, né à Prague le 7 février 1967, est un acteur canadien d'origine tchèque. Il s'est notamment illustré dans plusieurs films, téléfilms, publicités, de même que dans plusieurs pièces de théâtre. Ses rôles les plus appréciés sont ceux du Docteur Radek Zelenka dans Stargate Atlantis et celui du parrain de la Bratva Anatoly Knyazev dans la série Arrow.

## Biographie
Né à Prague en 1967, il a quitté avec sa famille la République tchèque pour le Canada à la suite de l'invasion soviétique d'août 1968. Après leur arrivée à Victoria, en Colombie-Britannique, son père trouve un travail comme ingénieur, et sa mère comme infirmière.
David Nykl a fréquenté l'Université de la Colombie-Britannique, où il a étudié les arts libéraux.
Nykl est apparu à Vancouver et à Prague dans des dizaines de productions théâtrales, cinématographiques et productions télévisuelles. Connu pour sa polyvalence, il a aussi produit des pièces de théâtre et des films. En 1994, il a cofondé le Misery Loves Company Theatre de Prague avec Richard Toth et Ewan McLaren.
Il est connu par les amateurs de science-fiction comme personnage récurrent dans la série TV Stargate Atlantis, dans laquelle il interprète Radek Zelenka, scientifique d'origine tchèque, membre de l'expédition terrienne dans la cité perdue d'Atlantis.
David Nykl parle couramment tchèque, anglais, espagnol et français. Bien que son personnage dans Stargate Atlantis parle anglais avec l'accent tchèque, David Nykl s'exprime en réalité avec l'accent canadien.
Il a participé a la 24ème édition du Paris Manga du 30/09/2017 au 01/10/2017.

## Filmographie

### Cinéma

#### Courts-métrages
- 1993 : Strangeview : l’ami de Trucker
- 1993 : David : Bob
- 2001 : Bécka
- 2004 : Spare Change : Joel
- 2010 : Voodoo : Mr Decker

#### Longs-métrages
- 1995 : Sacred Cargo : le frère Alexis
- 1997 : Crackerjack 2 - Train en otage (Crackerjack 2) : Cavanaugh
- 1998 : Hell Mountain : le gardien du premier étage
- 1998 : Ceská soda
- 1998 : Prague Duet : un journaliste
- 1998 : Act of War : George Willmont
- 1999 : Prague vue par (Praha ocima) : Honza (segment « The Dive »)
- 1999 : Escape Velocity : Russel, le prêtre
- 2005 : Ptérodactyles (Pterodactyl) : Herbert
- 2009 : Helen (en) : John
- 2009 : Blood Forest (The Seamstress) : Donny Plachtt
- 2010 : The Beast of Bottomless Lake : Paul Moran
- 2012 : Camera Shy : Cliff Gardner
- 2012 : Christmas Miracle : Drake
- 2015 : Air : Sleeper 1

### Télévision

#### Séries télévisées
- 1988 : Cap Danger (Danger Bay) : Peter (saison 4, épisode 15)
- 1999-2005 : Cold Squad, brigade spéciale (Cold Squad) : Bernhardt (saison 1, épisodes 3 et 6, et saison 7, épisodes 12 et 13)
- 2000 : Le Mouron rouge (en) (The Scarlet Pimprenel) : le coiffeur de Robespierre (saison 1, épisode 3)
- 2000 : L’Appel de la forêt (en) (Call of the Wild) : un colon, le père de la fillette (épisodes 4, 5 et 12)
- 2001 : Sept jours pour agir (Seven Days) : Yuri (saison 3, épisode 21)
- 2002 : My Guide to Becoming a Rock Star : Dancing Potato (épisode 4)
- 2002 : Dead Zone (The Dead Zone) : un serveur (saison 1, épisode 4)
- 2003 : Jake 2.0 : Vasily (épisode 8)
- 2004-2009 : Stargate Atlantis : Dr Radek Zelenka (dans 54 épisodes)
- 2005 : Les Maîtres de l'horreur (Masters of Horror) : l’enquêteur (saison 1, épisode 2)
- 2006 : Stargate SG-1 : Dr Radek Zelenka (saison 10, épisode 3)
- 2006 : Psych : Enquêteur malgré lui (Psych) : coordinateur d’événements (saison 1, épisode 8)
- 2007 : Euréka : Dr Steven Whiticus (saison 2, épisode 3)
- 2008 : Sanctuary : Strickland, le copilote (saison 1, épisode 5)
- 2010 : Human Target : La Cible (Human Target) : Vincent Morgan (saison 1, épisode 2)
- 2010 : Fringe : Révérend Marcus (saison 3, épisode 7)
- 2012 : Continuum : Sergei (saison 1, épisode 1)
- 2013 : Once Upon a Time : un pêcheur (saison 2, épisode 10)
- 2013 : Package Deal : Dr Nickman (saison 1, épisode 8)
- 2013-2020 : Arrow : Anatoly Knyazev
- 2014 : Supernatural : Lester Morris (saison 10, épisodes 2 et 3)
- 2015 : Minority Report : Eli Winford (épisode 3)
- 2016 : Motive : Darnell Murphy (saison 4, épisode 9)
- 2019 : Un espion très recherché (Bez vědomí) (mini-série) d'Ivan Zachariáš – Gerald Lloyd

#### Téléfilms
- 1996 : 5 Stunden Angst - Geiselnahme im Kindergarten : Drops
- 1996 : Hidden in Silence : Henek
- 1998 : Compte à rebours (Operation Noah) : l’attaché de presse
- 1999 : Jeanne d’Arc (Joan of Ark) : le Duc de Luxembourg
- 2006 : L'Apprenti de Merlin (Merlin's Apprentice) : le père de Brianna
- 2005 : Behind the Camera: The Unauthorized Story of Mork & Mindy : John Byner
- 2009 : Seule contre tous (Encounter with Danger) : Elliot Maine
- 2013 : Chupacabra vs. the Alamo : un examinateur médical
- 2021 : Maman disparue : L'histoire vraie de Jennifer Dulos (Gone Mom) de Gail Harvey : Clifford Reed

### Web-série
- 2011 : Mortal Kombat: Legacy : Lance (saison 1, webisode 3)